# Polska Izba Handlu Zagranicznego

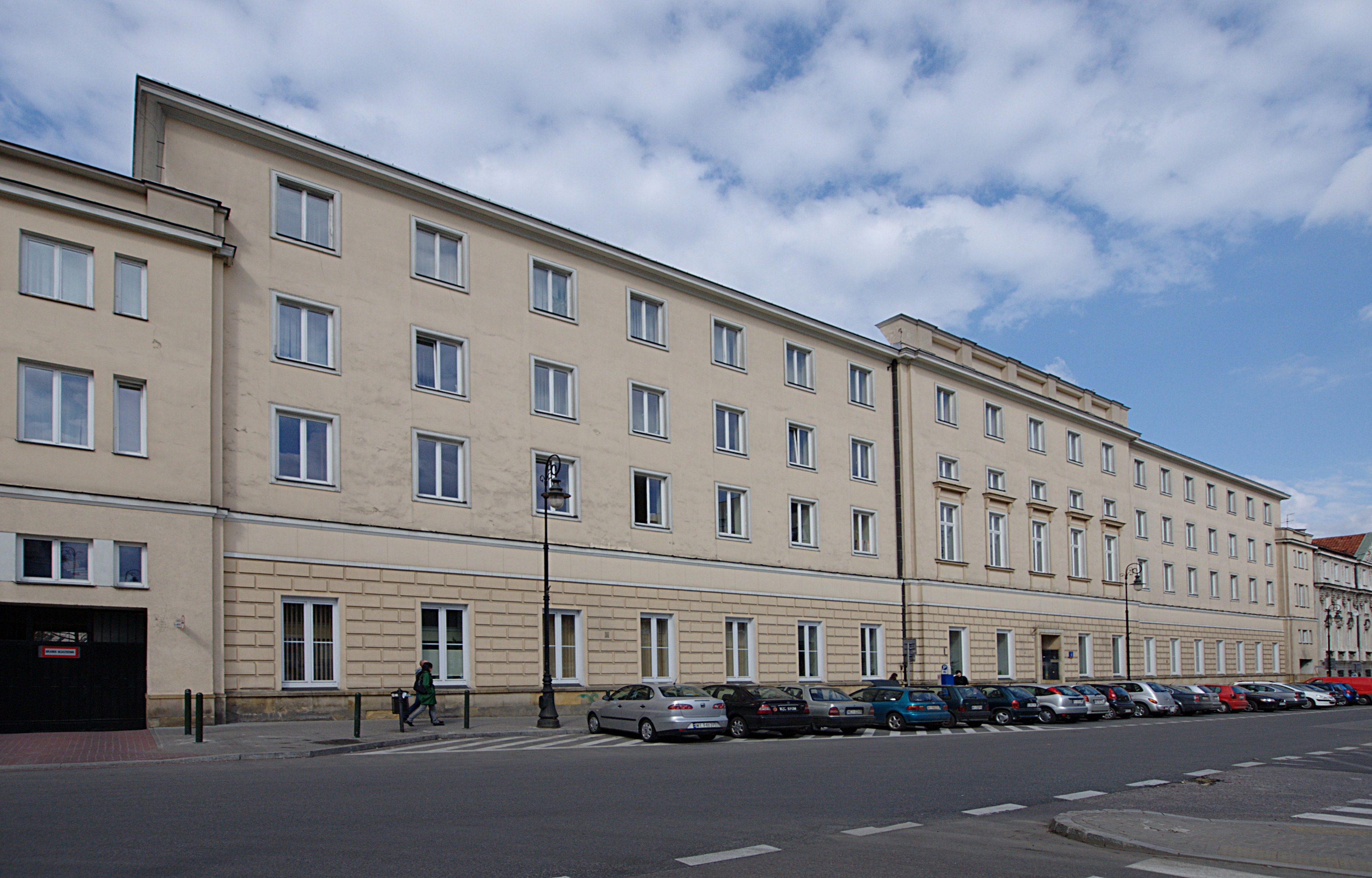
d. siedziba Polskiej Izby Handlu Zagranicznego przy ul. Trębackiej 4, obecna siedziba Krajowej Izby Gospodarczej

Polska Izba Handlu Zagranicznego (Polish Foreign Trade Chamber) – zrzeszenie publicznoprawne podmiotów gospodarczych, głównie central handlu zagranicznego, działające w Polsce w latach 1949–1989. Zastąpiła w 1949 r. likwidowane izby przemysłowo-handlowe, z kolei w 1989 r. jej zadania oraz siedzibę przejęła Krajowa Izba Gospodarcza, która powołała pod marką PIHZ jednostkę certyfikującą działającą w formie spółki handlowej.

## Historia
Izba utworzona została na mocy dekretu z dnia 28 września 1949 r. o utworzeniu Polskiej Izby Handlu Zagranicznego, w miejsce znoszonych izb przemysłowo-handlowych. W 1949 nadano PIHZ statut. Początkowo izba mieściła się przy ul. Hożej 35 (1950-1954), następnie w kamienicy Karola Scheiblera (arch. Józef Dziekoński i Edward Lilpop) z 1886 przy ul. Trębackiej 4 (1955-1989). 
Została utworzona celem utrzymywania partnerskich relacji z zagranicznymi izbami handlowo-gospodarczo-przemysłowymi.   Zajmowała się też badaniem koniunktur, prowadzeniem doradztwa w zakresie handlu zagranicznego, działalnością wydawniczą, legalizacji dokumentów oraz arbitrażem. Kilkakrotnie, do chwili ustanowienia oficjalnych przedstawicielstw konsularno-handlowych, ich rolę pełniły biura delegatów PIHZ, potem MHZ, np. po 1960 – w Madrycie. 
Wydawała następujące periodyki:
- miesięcznik „Handel Zagraniczny”
- gazeta „Rynki Zagraniczne”

### Prezesi
- 1949-1955 – dr Ludwik Grosfeld
- 1955-1957 – dr Stanisław Gall, p.o. prezesa/prezes
- 1958-1971 – Antoni Adamowicz
- 1971-1974 – Michał Kajzer
- 1974-1978 – dr Włodzimierz Wiśniewski
- 1978-1982 – Janusz Burakiewicz
- 1982-1987 – dr Ryszard Karski
- 1987-1989 – Tadeusz Żyłkowski[8][9][10][11]